# Поджо Миртето
По̀джо Миртѐто (на италиански: Poggio Mirteto) е градче и община в Централна Италия, провинция Риети, регион Лацио. Разположено е на 246 m надморска височина. Населението на общината е 6157 души (към 2010 г.).